# 63ste Oscaruitreiking
De 63ste Oscaruitreiking, waarbij prijzen werden uitgereikt aan de beste prestaties in films uit 1990, vond plaats op 25 maart 1991 in het Shrine Auditorium in Los Angeles. De ceremonie werd voor de tweede keer gepresenteerd door de Amerikaanse acteur Billy Crystal. De genomineerden werden op 13 februari bekendgemaakt door Karl Malden, voorzitter van de Academy, en acteur Denzel Washington in het Samuel Goldwyn Theater te Beverly Hills.
De grote winnaar van de avond was Dances with Wolves, met in totaal twaalf nominaties en zeven Oscars.

## Winnaars en genomineerden
De winnaars staan bovenaan in vet lettertype.

#### Beste film
- Dances with Wolves
  - Awakenings
  - Ghost
  - The Godfather Part III
  - Goodfellas

#### Beste regisseur
- Kevin Costner - Dances with Wolves
  - Francis Ford Coppola - The Godfather Part III
  - Stephen Frears - The Grifters
  - Barbet Schroeder - Reversal of Fortune
  - Martin Scorsese - Goodfellas

#### Beste mannelijke hoofdrol
- Jeremy Irons - Reversal of Fortune
  - Kevin Costner - Dances with Wolves
  - Robert De Niro - Awakenings
  - Gérard Depardieu - Cyrano de Bergerac
  - Richard Harris - The Field

#### Beste vrouwelijke hoofdrol
- Kathy Bates - Misery
  - Anjelica Huston - The Grifters
  - Julia Roberts - Pretty Woman
  - Meryl Streep - Postcards from the Edge
  - Joanne Woodward - Mr. and Mrs. Bridge

#### Beste mannelijke bijrol
- Joe Pesci - Goodfellas
  - Bruce Davison - Longtime Companion
  - Andy García - The Godfather Part III
  - Graham Greene - Dances with Wolves
  - Al Pacino - Dick Tracy

#### Beste vrouwelijke bijrol
- Whoopi Goldberg - Ghost
  - Annette Bening - The Grifters
  - Lorraine Bracco - Goodfellas
  - Diane Ladd - Wild at Heart
  - Mary McDonnell - Dances with Wolves

#### Beste originele scenario
- Ghost - Bruce Joel Rubin
  - Alice - Woody Allen
  - Avalon - Barry Levinson
  - Green Card - Peter Weir
  - Metropolitan - Whit Stillman

#### Beste bewerkte scenario
- Dances with Wolves - Michael Blake
  - Awakenings - Steven Zaillian
  - Goodfellas - Nicholas Pileggi en Martin Scorsese
  - The Grifters - Donald E. Westlake
  - Reversal of Fortune - Nicholas Kazan

#### Beste niet-Engelstalige film
- Journey of Hope - Zwitserland
  - Cyrano de Bergerac - Frankrijk
  - Ju Dou - China
  - The Nasty Girl - Duitsland
  - Open Doors - Italië

#### Beste documentaire
- American Dream - Barbara Kopple en Arthur Cohn
  - Berkeley in the Sixties - Mark Kitchell
  - Building Bombs - Mark Mori en Susan Robinson
  - Forever Activists: Stories from the Veterans of the Abraham Lincoln Brigade - Judith Montell
  - Waldo Salt: A Screenwriter's Journey - Robert Hillmann en Eugene Corr

#### Beste camerawerk
- Dances with Wolves - Dean Semler
  - Avalon - Allen Daviau
  - Dick Tracy - Vittorio Storaro
  - The Godfather Part III - Gordon Willis
  - Henry & June - Philippe Rousselot

#### Beste montage
- Dances with Wolves - Neil Travis
  - Ghost - Walter Murch
  - The Godfather Part III - Barry Malkin, Lisa Fruchtman en Walter Murch
  - Goodfellas - Thelma Schoonmaker
  - The Hunt for Red October - Dennis Virkler en John Wright

#### Beste artdirection
- Dick Tracy - Richard Sylbert en Rick Simpson
  - Cyrano de Bergerac - Ezio Frigerio en Jacques Rouxel
  - Dances with Wolves - Jeffrey Beecroft en Lisa Dean
  - The Godfather Part III - Dean Tavoularis en Gary Fettis
  - Hamlet - Dante Ferretti en Francesca Lo Schiavo

#### Beste originele muziek
- Dances with Wolves - John Barry
  - Avalon - Randy Newman
  - Ghost - Maurice Jarre
  - Havana - David Grusin
  - Home Alone - John Williams

#### Beste originele nummer
- - "Sooner or Later (I Always Get My Man)" uit Dick Tracy - Muziek en tekst: Stephen Sondheim
  - "Blaze of Glory" uit Young Guns II - Muziek en tekst: Jon Bon Jovi
  - "I'm Checkin' Out" uit Postcards from the Edge - Muziek en tekst: Shel Silverstein
  - "Promise Me You'll Remember" uit The Godfather Part III - Muziek: Carmine Coppola, tekst: John Bettis
  - "Somewhere in My Memory" uit Home Alone - Muziek: John Williams, tekst: Leslie Bricusse

#### Beste geluid
- Dances with Wolves - Jeffrey Perkins, Bill W. Benton, Greg Watkins en Russell Williams II
  - Days of Thunder - Donald O. Mitchell, Rick Kline, Kevin O'Connell en Charles Wilborn
  - Dick Tracy - Chris Jenkins, David E. Campbell, D.M. Hemphill en Thomas Causey
  - The Hunt for Red October - Don Bassman, Richard Overton, Kevin F. Cleary en Richard Bryce Goodman
  - Total Recall - Michael J. Kohut, Carlos Delarios, Aaron Rochin en Nelson Stoll

#### Beste geluidseffectbewerking
- The Hunt for Red October - Cecelia Hall en George Watters II
  - Flatliners - Charles L. Campbell en Richard Franklin
  - Total Recall - Stephen H. Flick

#### Beste visuele effecten
- Total Recall - Eric Brevig, Rob Bottin, Tim McGovern en Alex Funke[2]

#### Beste kostuumontwerp
- Cyrano de Bergerac - Franca Squarciapino
  - Avalon - Gloria Gresham
  - Dances with Wolves - Elsa Zamparelli
  - Dick Tracy - Milena Canonero
  - Hamlet - Maurizio Millenotti

#### Beste grime
- Dick Tracy - John Caglione jr. en Doug Drexler
  - Cyrano de Bergerac - Michèle Burke en Jean-Pierre Eychenne
  - Edward Scissorhands - Ve Neill en Stan Winston

#### Beste korte film
- The Lunch Date - Adam Davidson
  - 12:01 PM - Hillary Ripps en Jonathan Heap
  - Bronx Cheers - Raymond De Felitta en Matthew Gross
  - Dear Rosie - Peter Cattaneo en Barnaby Thompson
  - Senzeni Na? (What Have We Done?) - Bernard Joffa en Anthony E. Nicholas

#### Beste korte animatiefilm
- Creature Comforts - Nick Park
  - A Grand Day Out - Nick Park
  - Grasshoppers (Cavallette) - Bruno Bozzetto

#### Beste korte documentaire
- Days of Waiting - Steven Okazaki
  - Burning Down Tomorrow - Kit Thomas
  - Chimps: So Like Us - Karen Goodman en Kirk Simon
  - Journey into Life: The World of the Unborn - Derek Bromhall
  - Rose Kennedy: A Life to Remember - Freida Lee Mock en Terry Sanders

#### Irving G. Thalberg Memorial Award
- David Brown en Richard D. Zanuck

#### Ere-award
- Sophia Loren, een van de schatten van de wereldcinema die in een carrière vol memorabele uitvoeringen, onze kunstvorm een blijvende glans heeft gegeven.
- Myrna Loy, ter erkenning van haar buitengewone kwaliteiten, zowel op het witte doek als daarbuiten, met waardering voor een leven lang onuitwisbare uitvoeringen.[3]

## Films met meerdere nominaties
De volgende films ontvingen meerdere nominaties:
| Nominaties | Film                     | Awards |
| ---------- | ------------------------ | ------ |
| 12         | Dances with Wolves       | 7      |
| 7          | Dick Tracy               | 3      |
| 7          | The Godfather Part III   |        |
| 6          | Goodfellas               | 1      |
| 5          | Cyrano de Bergerac       | 1      |
| 5          | Ghost                    | 2      |
| 4          | Avalon                   |        |
| 4          | The Grifters             |        |
| 3          | Awakenings               |        |
| 3          | The Hunt for Red October | 1      |
| 3          | Reversal of Fortune      | 1      |
| 3          | Total Recall             | 1      |
| 2          | Hamlet                   |        |
| 2          | Home Alone               |        |
| 2          | Postcards from the Edge  |        |